# Giljarovia rossica
Espèce
Giljarovia rossica est une espèce d'opilions dyspnois de la famille des Nemastomatidae.

## Distribution
Cette espèce est endémique du kraï de Krasnodar en Russie. Elle se rencontre vers Gorjacij Kljuc et Ubinskaya.

## Description
Le mâle holotype mesure 1,40 mm.

## Systématique et taxinomie
Cette espèce a été décrite par Kratochvíl en 1958.

## Étymologie
Son nom d'espèce lui a été donné en référence au lieu de sa découverte, la Russie.

## Publication originale
- Kratochvíl, 1958 : « Jeskynní sekáči Bulharska (Palpatores — Nemastomatidae). Höhlenweberknechte Bulgariens (Palpatores–Nemastomatidae). » Práce Brněnské základny Československé akademie věd, vol. 30, no 12, p. 523-576.